# Saint-Nicolas-de-Macherin
 Saint-Nicolas-de-Macherin  es una población y comuna francesa, en la región de Ródano-Alpes, departamento de Isère, en el distrito de Grenoble y cantón de Voiron.

## Demografía
| 384 | 380 | 389 | 518 | 615 | 782 |
| Para los censos de 1962 a 1999 la población legal corresponde a la población sin duplicidades (Fuente: INSEE [Consultar]) |     |     |     |     |     |